# Jessica rafaeli
Jessica rafaeli is een spinnensoort in de taxonomische indeling van de buisspinnen (Anyphaenidae).
Het dier behoort tot het geslacht Jessica. De wetenschappelijke naam van de soort werd voor het eerst geldig gepubliceerd in 1999 door Antonio D. Brescovit.